# Спортивная физиология
Спортивная физиология — это научная дисциплина, которая изучает физиологические аспекты движения человека. Она включает в себя изучение того, как физиологические факторы влияют на спортивную производительность, и как занятия спортом влияют на физиологические и психологические факторы.

## История

### Ранняя история
Спортивная физиология была в течение всего существования спорта. Она использовалась только в области физического образования и исследовательского характера не имела. Люди XIX и начала XX веков представляли что такое тренировка и как улучшить результаты в спорте, но объяснить механизм действия тренировки не могли.
В 1890-х в Северной Америке были проведены исследования моторного поведения, физиологическое воздействия физических упражнений на человека. Начало исследований В Европе начались в 1920 году, когда был основан Deutsch Hochschule für Leibesübungen (техникум физической культуры) Робертом Вернером Шульте в Германии. В лаборатории измерялись физические возможности, способности в спорте. В России эксперименты начались в 1925 году в институтах физической культуры и спорта Москвы и Санкт-Петербурга. И уже к 1930 году спортивная физиология утвердилась как научная дисциплина.
Первым спортивным физиологом, который провёл большое количество исследований в области спорта, стал Колеман Роберт Гриффит. Первое время Гриффит работал профессором в Американском университете штата Иллинойс, где он впервые провёл комплексные исследования в области спортивной физиологии, и опубликовал крупную работу «Физиология лёгкой атлетики» (1928).

### Создание ISSP
В 1965 году впервые был проведен Всемирный конгресс спортивной физиологии. Конгресс проводился в Риме, на котором присутствовало около 450 специалистов в основном из Европы, Австралии, Северной и Южной Америки. Встреча привела к созданию Всемирной ассоциации спортивной физиологии(ISSP). Через три года была создана Европейская федерация спортивных физиологов (FEPSAC). Также было создано большое количество национальных федераций:
Нидерланды — Общество физиологов спорта (VSPN) создана в 1989 году.
Германия — Ассоциация спортивных физиологов (ASP) создана в 1969 году.
Канада — Канадское общество психомоторного обучения и спортивной физиологии (SCAPPS).
США — Североамериканское общество физиологии спорта и физической активности (NASPSPA).
В 1985 году создаётся Ассоциация по прикладной спортивной физиологии (AAASP), ориентированная на профессиональный спорт.

## Примечание
1. ↑  Goodwin, C. J. (2009). E. W. Scripture: The application of «new psychology» methodology to athletics. In C. D. Green & L. T. Benjamin (Eds.), Psychology gets in the game Архивная копия от 22 марта 2015 на Wayback Machine (pp. 78-97). Lincoln, NE: University of Nebraska Press.
2. ↑  Bäumler, G. (2009). The dawn of sport psychology in Europe, 1880—1930: Early pioneers of a new branch of applied science. In C.D. Green & L.T. Benjamin (Eds.), Psychology gets in the game Архивная копия от 22 марта 2015 на Wayback Machine (pp. 20-77). Lincoln, NE: University of Nebraska Press.